# 참모본부

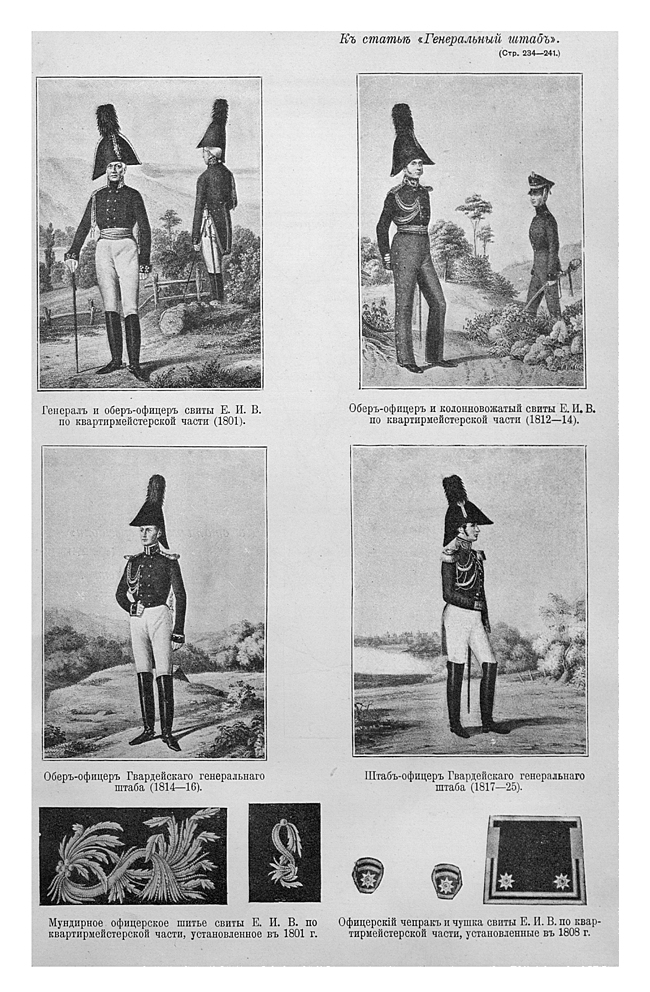

참모본부(參謀本部)는 군대에서 고급 지휘관의 작전 지휘를 보좌하기 위한 합의 기관이다.
각국의 성립의 역사에 따라 육군, 해군, 공군 등에서 별도의 참모 조직이 있을 수 있다.

## 나라별
- 대한민국 합동참모본부
- 대한민국 참모부
- 러시아연방군 총참모부(Генеральный штаб Вооружённых сил Российской Федерации)
- 러시아연방군 참모부
- 베트남인민군 총참모부(Bộ Tổng tham mưu Quân đội nhân dân Việt Nam
- 베트남인민군 참모부
- 조선인민군 총참모부
- 조선인민군 참모부
- 미국 합동참모본부
- 미국 참모부
- 중국인민해방군 총참모부(中国人民解放军总参谋部)
- 중국인민해방군 참모부
- 참모본부 (일본)

## 같이 보기
- 제목에 "참모본부" 항목을 포함한 모든 문서
- 참모부
- 총참모부
- 합동참모본부
- 참모장
- 참모총장
- 합동참모의장